# Йорос

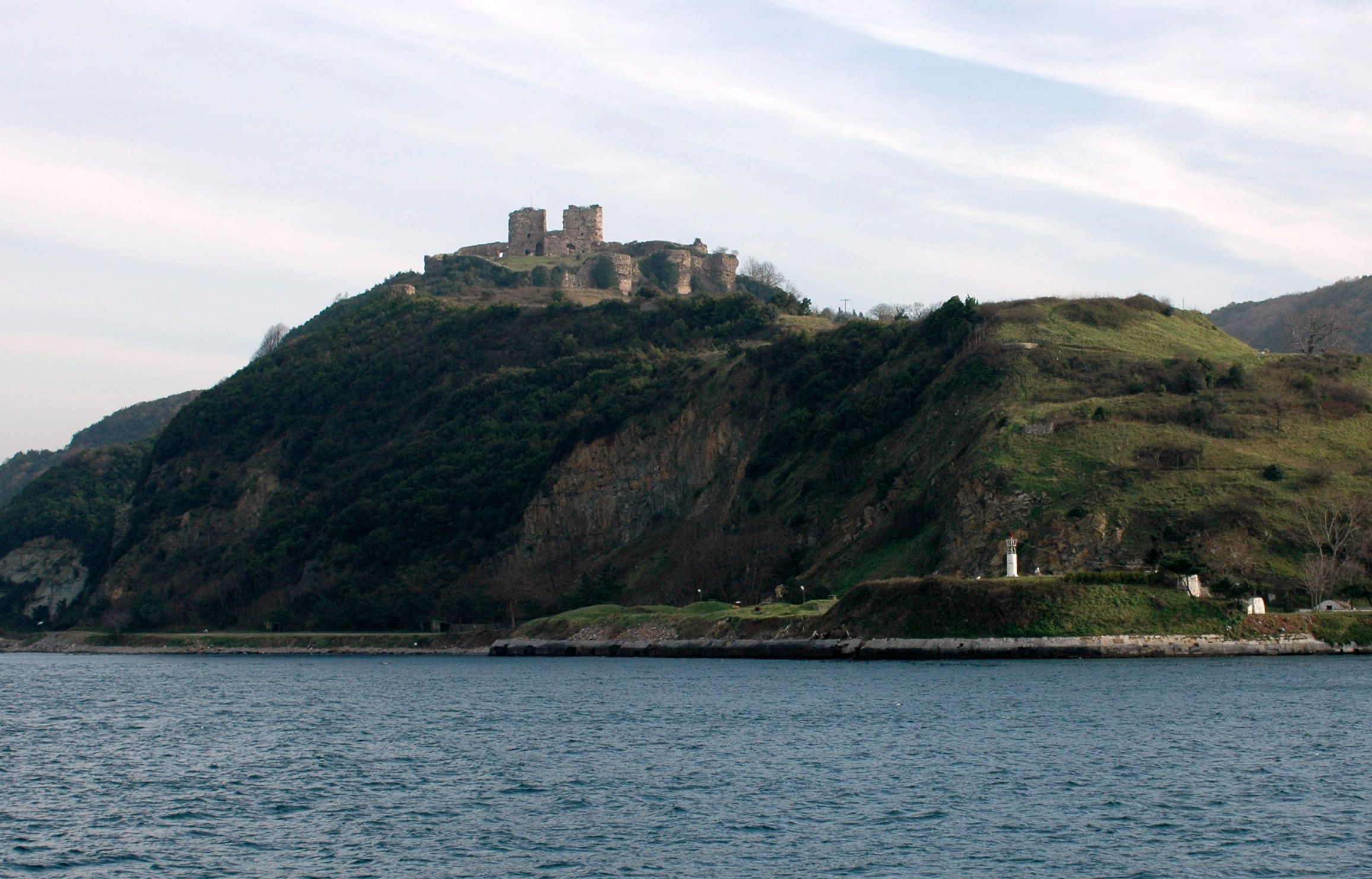
Остатки крепости Йорос.

Крепость Йоро́с (тур. Yoros kalesi) — руины разрушенной крепости на слиянии Босфора и Чёрного моря, в районе Анадолукавагы (ильче Бейкоз, Стамбул). Кроме того, её обычно называют Генуэзской крепостью (тур. Ceneviz Kalesi), так как генуэзцы контролировали её во второй половине XIV века. Менее употребительное название — крепость Анадолукавагы (тур. Anadolukavağı Kalesi).

## География
Крепость Йорос находится на высоком холме. К северу находится небольшой рыбацкий посёлок Анадолу Кавагы, к югу — Холм Йуши (весь район называется Анадолу Кавагы.
На противоположном берегу Босфора находится район Румели Кавагы.

## История

### Античность
Крепость использовалась греками и финикийцами до византийского периода для торговых и военных целей. Греки называли этот район Ιερός (то есть священное место). Храмы, посвящённые античным богам (в том числе Аполлону), жертвенник Двенадцати Богов, и «попутные ветры» существовали в районе, начиная с времён до н. э.

### Византийский период
Профессор Отделения византийской истории Стамбульского университета Асну Бильбан Ялчын предполагает, что Йорос был построен по приказу императора Мануила Комнина. Император был вынужден пойти на этот шаг для того, чтобы защитить Константинополь от набегов викингов. Предположительно, на противоположной стороне Босфора также была крепость, к которой протягивалась цепь для защиты пролива от нападения военных кораблей.
Византийцы, генуэзцы и османы боролись за этот стратегический пункт на протяжении многих лет. Она была завоёвана Османскими силами (вместе с крепостью Шиле) в 1305 году, однако не смогли удерживать в течение долгого времени. В 1348 году генуэзцы, взяв крепость, восстанавливают господство над торговыми путями Чёрного моря. Однако в конце XIV столетия османы повторно захватывают крепость и устанавливают полный контроль над Анатолийским берегом Босфора. Согласно данным историка Ашыкпашазаде, Баязид Молниеносный взял крепость в 1391 году, подойдя с большими военными силами со стороны Коджаэли. В окрестностях крепости были кровопролитные схватки — на земле к востоку от Йороса даже соорудили кладбище «Шехитлик».
После этого, отправив войска Яхши-бея, Баязид захватывает крепость Шиле.
Используя Йорос как военную базу, Баязид начинает подготовку к осаде Константинополя. В 1395 году строится крепость Анадолухисар. Византийцы попытались остановить продвижение турок-османов с помощью французского короля Карла VI. В 1399 году французские и испанские отряды, возглавляемые маршалом Бусико (Boucicaut) пытались захватить Йорос. Попытка взять крепость штурмом закончилось неудачей, поэтому Бусико, уничтожив селение у подножия крепости, отступил.
Руй Гонсалес де Клавихо, посол Испании к Тамерлану, считал крепость «ключом, открывающим путь к Чёрному морю». Он отметил надёжность укреплений Йороса и наличие турецкого гарнизона в нём. В то же время Клавихо не обнаружил цепи, которой перегораживался вход в пролив, а крепость на противоположном, европейском берегу Босфора нашёл в разрушенном и брошенном состоянии.

### Османский период

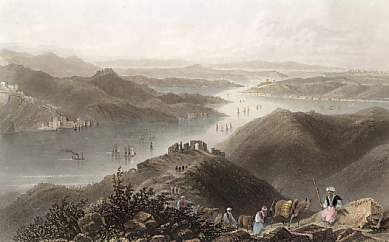
Вид на Генуэзскую крепость. Оригинальная стальная гравировка, 1838

После завоевания Константинополя в 1453 году крепость продолжает развиваться. Баязид II (1481—1512) отреставрировал Йорос и построил месджит (небольшую мечеть). Ещё позже, комендант крепости Мехмед Ага построил здесь баню.
Стены и башни крепости сильно пострадали от землетрясения 1509 года, и впоследствии восстанавливались. В документе Османского Архива, датированным 1576 годом, есть запись о том, что вместе с крепостью отремонтированы мечеть, источник воды и баня.
Немецкий путешественник Михаил Геберер в 1580-е годы, путешествуя к Стамбулу, нашёл крепость в хорошем состоянии и в своих путевых заметках оставил гравюру, вполне соответствующую оригиналу. Армянский историк Гукас Инчичян сообщает, что внутри крепости находился турецкий квартал, состоящий из 25 домов, и кроме того, под руководством коменданта крепости был отряд из двадцати стражников.
В девятнадцатом веке Йорос потерял своё военное стратегическое значение и пришёл в упадок.

## Крепость

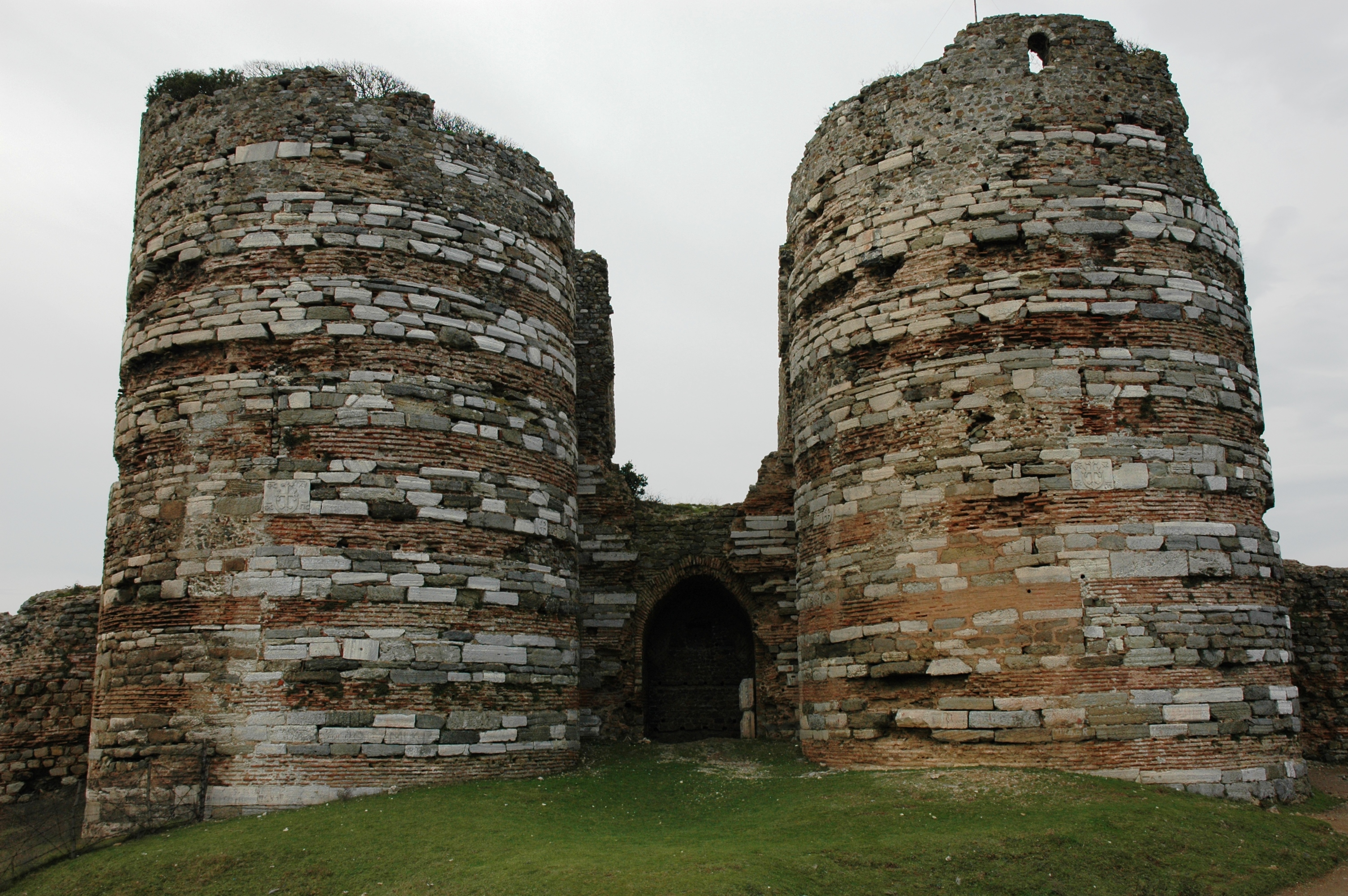
Руины башен.

### В прошлом
Длина крепости (параллельно побережью Чёрного моря) составляла 500 метров, а ширина колебалась от 60 до 130 метров. Самая укреплённая часть крепости обращена к востоку, то есть Анатолии. Это доказывает, что помимо контроля над входом в пролив, крепость была призвана отразить нападение с суши.
Считается, что стены крепости спускались к проливу и здесь располагался причал для приёма кораблей и маяк. Его можно увидеть на гравюре английского художника Томаса Аллома в книге Роберта Уолша.

### В настоящем
Развалины цитадели и некоторых стен до сих пор существуют, хотя мечеть, большая часть башен и других сооружений разрушены. Сохранилась только восточная сторона: две башни высотой 20 метров и ворота. Этот вход был заложен кирпичной кладкой и снаружи, и изнутри в целях предотвращения обрушения арки.
Близлежащие окрестности являются популярным местом для прогулок. В стенах крепости и по сей день сохранились надписи на древнегреческом языке, а также символы семьи Палеологов, которые правили Византией до её падения.
Большая часть окрестностей Йороса сегодня в руках турецких военных, и эти районы закрыты для посетителей.